# 藤原米造
藤原 米造（ふじわら よねぞう、1890年〈明治23年〉3月11日 - 1930年〈昭和5年〉1月9日）は、日本の政治家。衆議院議員（1期）。

## 経歴
現在の兵庫県神戸市で生まれた。1912年、神戸高等商業学校(現・神戸大学)卒。東京海上火災保険会社大阪支店に入る。のち神戸久原商事に入り、船舶部社員となる。その後、独立して海運業を営む。
1924年（大正13年）の第15回衆議院議員総選挙において兵庫1区から無所属で立候補して落選。1928年（昭和3年）の第16回衆議院議員総選挙において兵庫1区から中立系で立候補して当選した。衆議院議員を1期務めた。所属会派は明政会から第一控室会となった。1930年1月、現職のまま死去した。